# Gustavo Franco
Gustavo Henrique de Barroso Franco (Rio de Janeiro, 10 de abril de 1956) é um economista brasileiro e ex-presidente do Banco Central do Brasil. É professor do Departamento de Economia da PUC-Rio desde 1986. É sócio fundador e conselheiro da Rio Bravo Investimentos. Publicou diversos livros e escreve regularmente para jornais de grande circulação. Foi filiado ao PSDB por 28 anos, de 1989 a 2017, quando filiou-se ao Partido Novo.

## Formação acadêmica
Gustavo Franco é o filho único de Maria Isabel Barbosa de Barroso Franco com Guilherme Arinos Franco, um dos assessores mais próximos de Getúlio Vargas e chefe de gabinete de Vargas no período democrático. Seu pai era um dos acionistas do Banco Garantia e como banqueiro pôde proporcionar uma vida confortável e Gustavo Franco conseguiu dedicar-se exclusivamente aos estudos e tornar-se professor de economia na Puc-Rio. Em 1982 entregou sua dissertação Reforma monetária e instabilidade durante a transição republicana na qual analisou a crise do encilhamento nos primeiros anos da Proclamação da República para obter o título de Mestre pela PUC-Rio. Essa mesma dissertação foi vencedora do 7º Prêmio BNDES de Economia.
Contando com o incentivo dos colegas e professores do departamento de economia da PUC do Rio de Janeiro  foi para os Estados Unidos cursar, entre 1982 e 1986, o doutorado em economia na Universidade de Harvard. Tendo os economistas Jeffrey Sachs, Barry Eichengren e Lance Taylor como supervisores apresentou a tese Aspects of the economics of hyperinflations : theoretical issues and historical studies of four European hyperinflations of the 1920s para obtenção do título de PhD. Esta tese venceu a categoria Livros e Teses do Prêmio Haralambos Simionides em 1987
Adicionalmente, Franco publicou texto defendendo a dolarização da economia e também sobre os planos heterodoxos de estabilização em variados contextos.

### Eleição de 1989, envolvimento com o PSDB e abertura da economia
Na eleição presidencial de 1989 diversos professores do departamento de Economa da PUC do Rio de Janeiro se prontificaram a auxiliar na elaboração dos programas econômicos dos candidatos à presidência da República. O professor Eduardo Modiano auxiliou na elaboração do programa de Fernando Collor e o professor José Márcio Camargo se somou aos economistas que auxiliavam no programa econômico do Luiz Inácio Lula da Silva. Gustavo Franco e Winston Fritsch entre outros ajudaram a elaborar o programa econômico da candidatura presidencial do Mário Covas. Passado o primeiro turno da eleição presidencial Eduardo Modiano entrou em contato com Gustavo Franco e Winston Fritsch e os convidou para auxiliarem na elaboração nas medidas de liberalização e abertura da economia que o candidato e depois Presidente eleito Fernado Collor prometera durante a campanha. Junto da posse de Fernando Collor na Presidência e a implantação das medidas do Plano Collor Eduardo Modiano foi indicado à presidência do BNDES pela Ministra da Economia Zélia Cardoso de Mello e o também professor de economia na PUC-Rio Marcelo de Paiva Abreu foi indicado Secretário Nacional de Economia do Ministério da Economia, mas por discordâncias com Zélia deixou o cargo após duas semanas. A saída de Paiva Abreu do governo levou Gustavo Franco a cessar a colaboração com a equipe econômica de Collor e Zélia Cardoso de Mello.

### Comércio exterior e empresas multinacionais
A colaboração com Winston Fritsch em torno desses temas teve início com um projeto de pesquisa iniciado em 1987 pelo Departamento de Estudos do BNDES, do qual resultaram dois textos para discussão do Departamento de Economia da PUC-Rio e dois outros textos apresentados em diferentes edições do Forum Nacional organizado pelo ex-ministro João Paulo dos Reis Veloso.
Em seguida Fritsch e Franco trabalharam em dois projetos de pesquisa apoiados pelo OECD Development Centre. O primeiro, a propósito do papel do investimento direto estrangeiro no desenvolvimento brasileiro, resultou no livro Foreign direct investment and industrial restructuring: issues and trends, Development Centre Studies, OECD Development Centre, OECD, Paris, 1991. Publicado simultaneamente, e na mesma série, em francês com o título L'Investissement Étranger Direct au Brésil: son incidence sur la restructuration industrialle. E o segundo, sobre políticas industriais e impactos sobre a concorrência foi publicado como Efficient Industrialization in a Technologically Dependent Economy: The Current Brazilian Debate Em Competition and Economic Development Committee of Competition Law and Policy, OECD, 1991.
A seguir Fritsch e Franco trabalharam sob a direção do professor Gerry Helleiner em dois projetos apoiados pela WIDER (World Institute for Development Economics Research) vinculado a Universidade das Nações Unidas (UNU) durante 1990 e 1991. O primeiro voltado para a influência do comércio exterior e da abertura sobre os padrões de desenvolvimento foi publicado com o título Foreign Direct investment and patterns of trade and industrialization in developing countries: notes with reference to the Brazilian experience". Em G. K. Helleiner (ed.) Trade Policy, Industrialization and Development: a reconsideration. Oxford: Clarendon Press for UNU-Wider, 1992 ISBN 0-19-828359-8. O Segundo tratando da mesma temática e com foco em políticas industriais e de comércio exterior foi publicado com o título Import repression, productivity slowdown, and manufactured export dynamism: Brazil, 1975-1990. Em Gerry Helleiner (ed.) Trade policy and industrialization in turbulent times London: Routlege for UNU-Wider, 1993, ISBN 0-415-10711-3.
Nesses temas, Fritsch e Franco também produziram pesquisas para a UNCTAD, CEPAL, e publicaram em revistas acadêmicas. Logo adiante o tema é tratado na polêmica de 1995 em torno da inserção externa do país, conforme abaixo.
Franco só retornaria a esses temas muitos anos depois em artigos tratando do investimento direto estrangeiro no Brasil conforme reportado pelos Censos do Capital Estrangeiro no Brasil que passam a ser publicados em bases quinquenais a partir de 1995 e artigos recentes a propósito do debate sobre a abertura.

### Retorno a Brasília e preparação do Plano Real
Em maio de 1993 Fernando Henrique Cardoso foi convidado pelo Presidente Itamar Franco a deixar o Ministério das Relações Exteriores e assumir o Ministério da Fazenda. Tendo aceito o cargo, FHC começou a seleção da equipe que o auxiliaria nos trabalhos no Ministério da Fazenda. O parceiro do Franco no Departamento de Economia da PUC-Rio Winston Fritsch foi escolhido para o comando da Secretaria de Política Econômica do Ministério da Fazenda e Gustavo Franco foi convidado e aceitou ser o Secretário-adjunto dessa secretaria. Houve alguma resistência da parte do Presidente Itamar a nomeação de Franco, mas FHC a contornou. Um dos primeiros trabalhos que Gustavo Franco ajudou a elaborar no Ministério da Fazenda foi o PAI, Plano de Ação Imediata. Pedro Malan, que a época era o negociador-chefe da dívida externa brasileira distribuiu cópias em inglês do PAI para convencer os credores estrangeiros e os organismos multilaterais, FMI e o BIRD, a incluir o Brasil nas renegociações do Plano Brady.

## Artigos de jornal e polêmicas
Em 2006, Franco publicou uma coletânea de artigos de jornal intitulada "Crônicas da convergência: ensaios sobre temas não tão polêmicos", pela Editora Topbooks, do Rio de Janeiro, trazendo 189 artigos publicados entre meados de 1999 e meados de 2005. O livro teve resenhas de Marcio Aith para a Veja e de Robinson Borges para o Valor.

### Polêmicas anteriores ao Plano Real
Franco teve sua primeira polêmica pelos jornais, em companhia de Winston Fritsch, ao confrontar João Paulo de Almeida Magalhaes, em artigos trocados entre 12 de setembro de 1988 e 7 de novembro de 1988 sobre o papel das empresas multinacionais no comércio e no desenvolvimento brasileiro. Magalhães alegava que as empresas estrangeiras teriam papel menor no desenvolvimento brasileiro e propunha subsídios para empresas nacionais. Outra polêmica veio em seguida, com Aloisio Teixeira que propôs um “equacionamento” da dívida interna (3 de julho de 1989).
Outra polêmica foi em torno da eficácia das câmaras setoriais, foro recriado para ajudar a implementar as medidas do Plano Collor II, como ferramenta de controle da inflação. O então deputado federal Aloisio Mercadante foi o responsável por apresentar no Congresso a emenda de lei que tornou as câmaras setoriais tripartites, que além da presença dos empresários e dos representantes do Estado passou a ter representação do trabalhadores nas câmaras. Segundo Mercadante e outros o papel das câmaras setoriais no acordo automotivo, pelo qual uma espécie de “pacto social setorial” serviu para coordenar trabalhadores, sindicatos e governo na direção de melhores preços para o consumidor, segundo argumentava Miguel Jorge, então diretor da Autolatina. Franco confrontou os termos do acordo alegando tratar-se de cartelização oficializada e estimava as renúncias fiscais concedidas em cerca de US$ 1,4 bilhão. A polêmica se estendeu adiante, continuando até o início do mandato do recém-eleito presidente Fernando Henrique Cardoso na Fazenda e envolveria a Ministra Dorothea Werneck, além de Paul Singer, Alencar Burti, Guido Mantega, Francisco de Oliveira, Lucia Helena Salgado, Patricia Anderson, Glauco Arbix, Vicentinho, Heguiberto de la Navarra (Guiba) e Antonio Maciel.
Outra polêmica foi com Delfim Netto a propósito de sua sugestão de utilizar as reservas internacionais para reparos nas estradas brasileiras.

### Secretaria de política econômica e o PAI
Franco assumiu o posto de Secretário Adjunto de Política Econômica do Ministério da Fazenda em maio de 1993 a convite de Fernando Henrique Cardoso, o quarto ministro da Fazenda do presidente Itamar Franco. Os outros componentes da equipe de economistas do novo ministro eram Winston Fristch, ocupando o posto de titular da Secretaria de Política Econômica, e Edmar Bacha como assessor especial do ministro. Em suas memórias, Fernando Henrique registra, sobre esse momento, que “com uma pequena equipe diante de um desafio gigantesco, como um Exército de Brancaleone, ... começamos a trabalhar, sob um clima político desanimador”. Esta equipe começa a trabalhar sob dupla pressão: não repetir choques econômicos e produzir uma solução para a inflação, que já se aproximava dos 30% mensais. A equipe se amplia com incorporação de muitos técnicos e sua primeira medida foi exatamente, conforme descrito por Franco, um “não pacote” e “uma ambiciosa coleção de agendas fundamentalistas”, o PAI (Plano de Ação Imediata), de 13 de junho de 1993.
O senador Eduardo Suplicy (PT-SP) fez circular uma análise das 58 medidas do programa observando que poderia perfeitamente alcançar o apoio para sua implementação integral no caso de uma “combinação de medidas de natureza fiscal com ampla reforma monetária, de repercussão tão profunda quanto aquelas que conseguiram debelar a hiperinflação em países como a Alemanha, a Áustria, a Hungria e a República Popular da China, maior racionalidade na definição dos gastos públicos e uma verdadeira mobilização, com ações de curto, médio e longo prazos para garantir a estabilidade de preços, ao mesmo tempo que se combate a miséria e a fome”.
Em contraste com planos anteriores, o PAI parecia indicar que Plano Real começaria pelo fim, oferecendo “uma espécie de planejamento estratégico de atuação em temas associados aos chamados “fundamentos” fiscais e monetários para a estabilização”. Diferentemente, na percepção de Maria Clara do Prado, “o PAI funcionou como uma espécie de testamento antecipado, em que se dizia que, antes de algo mais profundo, era preciso mexer nas bases do Estado. Privatizar e fazer as chamadas reformas estruturais eram as principais linhas do projeto explícito de FHC naquela fase”.

### Diretoria de assuntos internacionais
Franco assumiu a Diretoria de Assuntos Internacionais do Banco Central do Brasil em 8 de setembro de 1993 em substituição a José Roberto Novaes de Almeida, quando Pedro S. Malan assumiu a presidência da instituição em substituição a Paulo Cezar Ximenes. Simultaneamente, Pérsio Arida assumiu a presidência do BNDES, em substituição a Luiz Carlos Delben Leite, e André Lara Rezende ocupou-se da negociação da dívida externa, posição anteriormente ocupada por Malan. Com sua composição ampliada, a equipe de economistas em torno do ministro Fernando Henrique Cardoso começou o trabalho de preparação do Plano Real.
Franco tinha sua responsabilidade na Diretoria de Assuntos Internacionais a equipe que conduzia os aspectos operacionais da negociação da dívida externa brasileira (o DEDIV, Departamento da Dívida Externa), naquele momento chegando em suas etapas conclusivas, as estruturas administrativas de controles cambiais (organizadas em dois departamentos, o FIRCE - Fiscalização e Registro de Capitais Estrangeiros – e o DECAM, Departamento de Câmbio), a mesa de operações de câmbio e administração das reservas internacionais (DEPIN, Departamento de Reservas Internacionais) e o relacionamento com organismos internacionais.

#### Dívida externa, Plano Brady e novos bônus
Na ocasião, a equipe do DEDIV, sob supervisão direta de Franco e Malan, cuidou das últimas etapas do processo de troca dos depósitos em moeda nacional de titularidade dos credores internacionais (os MYDFAs, Multi Year Deposit Facility Agreement) por títulos de um cardápio definido segundo o modelo do chamado Plano Brady. O longo histórico dessas negociações, que começam no início da década de 1980 está registrado detalhadamente no livro de Ceres Aires Cerqueira, que, na ocasião, integrava a equipe do DEDIV.
Em sua etapa final, Franco tratou da composição das garantias colaterais para a emissão dos bônus brasileiros sob o esquema do Plano Brady. O acordo previa a aquisição de títulos do Tesouro Americano de certas características (com valor de face aproximadamente US$ 18,0 bilhões e valor de mercado de cerca de US$ 2,8 bilhões) e o financiamento pelo FMI mediante um acordo stand by. Entretanto, o FMI não se sentiu confortável para oferecer o financiamento, em razão de sua avaliação negativa sobre as perspectivas do Plano Real, o que forçou o BCB a desenvolver uma estratégia de aquisição dos títulos necessários em mercado usando as reservas internacionais. A operação está descrita no livro do jornalista Guilherme Fiuza em capítulo intitulado Sorry, Mr. Fagenbaum.
A fase seguinte à regularização do endividamento externo do país incluía negociações remanescentes (como a com os credores que não aderiram ao acordo, a família Dart, bem como com o Clube de Paris) era o desafio de retornar ao mercado internacional de capitais através da emissão de novos bônus da República. Franco coordenou este programa com as equipes do FIRCE e DEDIV, em alinhamento com o Tesouro, que, na ocasião, não possuía equipes e recursos para isso. O programa de novas emissões de bônus da República, compreendeu 16 operações em 10 moedas diferentes, entre 1995 e 1998, totalizando US$ 8,2 bilhões, incluindo o lançamento do chamado "BR-27" (o primeiro bônus de 30 anos, com vencimento em 2027, vendido em colocação voluntária em nossa história) em operação de troca envolvendo alguns bônus “bradies” cujas garantias colaterais foram recuperadas.
Essa nova missão para a equipe do FIRCE, e também a de trabalhar na preparação de um Censo para o Capital Estrangeiro no Brasil, que passou a ser realizado regularmente depois de 1995, teve muita importância para redefinir o foco da equipe, uma vez que o avanço da desregulamentação cambial, especialmente pela introdução dos módulos de RDE- Registro Declaratório Eletrônico, iam reduzindo os postos de trabalho encarregados de controle cambial.

#### Desregulamentação cambial
Em novembro de 1993 a Diretoria de Assuntos Internacionais do BCB publicou um documento intitulado "O regime cambial brasileiro: evolução recente e perspectivas" de onde se lia: "A rigor, não há nada de errado em o cidadão comum, contribuinte em dia e cumpridor de seus deveres, dispor de suas poupanças como bem quiser, aí compreendendo, inclusive, remessas para o exterior. O verdadeiro problema não é cambial, mas fiscal". A propósito disso Emilio Garófalo, conhecido especialista em assuntos cambiais observou: "um primor de entendimento de direitos do cidadão e, por mais óbvio que pareça, é escrita e publicada pela mesma instituição que, durante décadas, precedidas pela Sumoc e pelo Banco do Brasil, então agindo como Banco Central, negou esses direitos ao cidadão, apoiada simplesmente na tese da escassez de divisas e de seu combate por meio de restrições cambiais".

#### A CPI do Banestado
A Comissão Parlamentar Mista de Inquérito, criada em junho de 2003, conhecida como CPI do Banestado, destinava-se a apurar a evasão de divisas ocorridas dentro do processo de mudanças nos marcos regulatórios cambiais nos anos 1990. Entre essas mudanças estavam as normas criadas pela circular 2.677/96 para aperfeiçoar a operação das contas CC-5 e a autorização especial assinada por Gustavo Franco, a pretexto de aliviar a pressão no dólar no mercado paralelo usado pelos sacoleiros na Tríplice Fronteira, que dava às agências do Banco do Brasil, Banestado, Bemge, Banco Real e Banco Araucária em Foz do Iguaçu normas mais brandas para conversão do real em dólar. A fiscalização do BCB detectou as fraudes e informou sobre elas ao Ministério Público em 1996. A partir daí o TCU empreendeu uma auditoria operacional sobre as contas CC5. Em maio de 2001 a auditoria era concluída com a aplicação de uma multa a dois dirigentes do BCB. Entretanto, esta decisão foi revertida em 2007, com a absolvição desses mesmos dirigentes do BCB (acórdão 1.926/07), e o reconhecimento de que não havia descumprimento de norma ou ilegalidade, ou falha nos atos administrativos e normas emitidas e praticadas pelo BCB no tocante às contas CC5 e com respeito aos procedimentos adotados diante da dinâmica cambial na região fronteiriça e Foz do Iguaçu.
A CPMI do Banestado debruçou-se genericamente sobre as regras estabelecidas para as CC5 e sua movimentação, bem como sobre o que se passou em Foz do Iguaçu. Entretanto, a despeito da enormidade dos dados que amealhou, a CPMI terminou capturada por interesses políticos e tragada por impasses que resultaram mesmo na impossibilidade de votação de seu relatório final. Segundo a proposta de relatório final da CPI do Banestado, de autoria do relator José Mentor (PT-SP), Franco teria sido responsável pela evasão de mais de R$ 30 bilhões entre os anos de 1996 e 2002, por ter criado os mecanismos que legalizaram as contas CC5. A proposta de relatório final produzida pelo presidente da comissão, senador Antero Paes de Barros (PSDB-MT) discordava desse entendimento e a CPMI nunca votou seu relatório final.
Gustavo Franco alega ter sido inocentado de todas as acusações.

## O Plano Real
O Plano Real teve como elemento central uma reforma monetária efetuada através de três medidas, a primeira e principal a da Medida Provisória 434, de 27 de fevereiro de 1994 a qual, depois de três reedições, se tornou a Lei 8.880, de 27 de maio de 1994. Foi este dispositivo que introduziu a URV (Unidade Real de Valor) e previu a sua conversão no real. A segunda foi a Medida Provisória 542, de 30 de junho de 1994 editada quatro meses depois da primeira, que complementava a reforma monetária com as primeiras emissões do real, trazia algumas inovações institucionais e se tornou a Lei 9 069 em 29 de junho de 1995. Simultaneamente, ao redor de um ano depois das primeiras emissões do real, a Medida Provisória 1 053 de 30 de junho de 1995 tomava diversas providências de consolidação pertinentes ao tema da desindexação, mas apenas depois de 73 reedições, se tornaria a Lei 10 192 de 14 de fevereiro de 2001.
Os resultados do Plano Real no tocante à inflação, medida pelo IPCA - índice de preços ao consumidor amplo, publicado pelo IBGE podem ser aferidos através da série histórica do índice, através da qual se verifica que a inflação tinha sido de 43,1% mensais (em média para o IPCA no primeiro semestre de 1994), ou 7 260% anuais, que a inflação do primeiro mês de existência do real, julho de 1994, registraria números ainda elevados, 6,8% para o IPCA e 4,3% para o IGP-M da FGV, que trariam a inflação acumulada nos primeiros doze meses de vida da nova moeda para 33,0%.
A partir desse nível, a inflação vai declinando vagarosamente: medida pelo IPCA, conforme publicado pelo IBGE, a inflação caiu abaixo de 20% anuais apenas em abril de 1996, 22º mês da introdução da nova moeda; e abaixo de 10% anuais apenas em dezembro, 30º mês da nova moeda. No ano calendário de 1997, o IPCA cresceu 5,2%, e em 1998 a inflação pelo IPCA foi de apenas 1,65% anuais, a menor desde 1979 quando o IPCA começou a ser calculado pelo IBGE. A inflação em 1998 segundo o índice de custo de vida (ICV) calculado pelo DIEESE, foi de 0,49%, e a inflação em 1998 segundo o índice de preços ao consumidor (IPC) calculado pela FIPE-USP, foi de menos 1,79% (ou seja, deflação).

### A URV (unidade real de valor) e a reforma monetária
O dispositivo-chave, que continha as principais inovações da reforma monetária, era criação da URV, Unidade Real de Valor “dotada de curso legal para servir exclusivamente como padrão de valor monetário” (art.1, Lei 8.880/94), definida não apenas como um indexador, mas parte integrante do sistema monetário nacional (§1) como moeda da conta, que “será dotada de poder liberatório, a partir de sua emissão pelo Banco Central do Brasil, quando passará a denominar-se real” (art. 2, Lei 8.880/94). Nesse momento, o cruzeiro real “não mais integrará o Sistema Monetário Nacional, deixando de ter curso legal e poder liberatório” (art. 3, Lei 8.880/94).
A URV teria um valor em cruzeiros reais, inicialmente fixado em CR$ 647,50, aproximadamente igual à taxa de câmbio entre o cruzeiro real e o dólar norte-americano, e teria variação diária conforme o andamento da inflação aferida por três índices, o IPCA-E, o IGP-M e IPC-FIPE da 3ª quadrissemana, conforme definido no Decreto 1066 de 27 de fevereiro de 1994. Em paralelo, na forma da Resolução CMN 2 053 de 28 de fevereiro de 1994, a URV “será considerada, pelo Banco Central do Brasil, como parâmetro para negociação de moeda estrangeira no mercado interbancário de câmbio” (art. 1, Resolução CMN 2.053/94).
Com essa arquitetura, a URV se tornou uma moeda de conta preferível a outros indexadores e tecnologias contratuais para a convivência com a inflação, de tal sorte a ser voluntariamente adotada em larga escala pelos agentes privados, à semelhança dos processos conhecidos como de “dolarização”.
A conversão em URV dos contratos em que o setor público era parte, ou nos quais definia regras estatutárias, foi feita conforme regras fixadas na Medida Provisória 434, de 28 de fevereiro de 1994, mediante conversão pela média dos valores em cruzeiros reais pelo valor da URV do dia do pagamento. Assim foi feito para os salários em geral, incluído o salário mínimo e os benefícios da previdência, e para contratos da administração pública. Esses dispositivos foram os que geraram mais polêmica entre as autoridades, sobretudo ao trazer de volta temas sensíveis como a conversão pelo “pico”, as intenções redistributivas na conversão do salário mínimo e os controles de preços.
O desenho da URV incorporava ideias sobre moeda indexada anteriormente concebidas por Andre Lara Rezende e Persio Arida, em particular o projeto conhecido como "Plano Larida", ensaiadas, mas nunca implementadas desde o Plano Cruzado em 1986, e trazia também um parentesco com a arquitetura do rentenmark alemão, um experimento semelhante usado na estabilização alemã de 1923. O desenho da URV foi considerado “um primor de heresia jurídica” por Saulo Ramos, mas essa não foi a opinião do ministro Sepúlveda Pertence quando examinou o assunto, ainda que lateralmente, em julgamento no STF a propósito da a competência do estado do Rio Grande do Norte para adotar regra própria para a conversão dos vencimentos de seus servidores.

### A URV se torna o real
A URV existiu durante quatro meses: sua cotação inicial em relação ao cruzeiro real foi de CR$ 647,50, e sua cotação final chegou a CR$ 2 750,00, quando o cruzeiro real foi desmonetizado em 1 de julho de 1994 e a URV se converteu em moeda de pagamento, com a designação de real. Segundo dispunha a Medida Provisória 542, de 30 de junho de 1994 (depois lei 9.069, de 29 de junho de 1995: “A partir de 1º de julho de 1994, a unidade do Sistema Monetário Nacional passa a ser o real (art. 2 da Lei 8.880/94), que terá curso legal em todo o território nacional” (Art. 1) e “a paridade entre o real e o cruzeiro real, a partir de 1º de julho de 1994, será igual à paridade entre a URV, e o cruzeiro real fixada pelo Banco Central do Brasil para o dia 30 de junho de 1994, isto é, CR$ 2 750,00.
Em razão dessa paridade incomum, 1:2750, não foi possível utilizar carimbos sobre as cédulas do cruzeiro real, de sorte que uma família inteiramente nova de cédulas, compreendendo notas de R$1,00, R$ 5,00, R$ 10,00, R$ 50,00 e R$ 100,00, foi feita a partir de prensas existentes, e posta em circulação de uma só vez, uma operação de grande complexidade logística.
As conversões contratuais remanescentes foram conduzidas sem maiores tensões e o país passou ao regime de correção monetária com prazo mínimo de reajuste igual a um ano, regime posteriormente conformado pela Medida Provisória da Desindexação”, a Medida Provisória 1 053, de 30 de junho de 1995, depois Lei 10 192, de 14 de fevereiro de 2001, ainda hoje em pleno vigor.
No dia das primeiras emissões do real o Banco Central do Brasil se absteve de atuar no mercado de câmbio deixando, assim, a nova moeda flutuar ao sabor da oferta e da procura. Nesse dia, a taxa de câmbio entre a URV, agora denominada real, e o dólar caiu abaixo de R$ 1,00 assinalando o desfecho da reforma monetária, embora não sem muitas polêmicas, valendo observar, como fez Affonso Celso Pastore que a reforma monetária “não foi o final do plano de estabilização, e sim o seu começo”.
A combinação de juros reais elevados e câmbio flutuante, ou sob o chamado “regime de bandas”, que aí se iniciava, seria um dos aspectos mais controvertidos da experiência de estabilização, e um tema sobre o qual Franco era constantemente questionado, como extensamente discutido nos anos que se seguiram.
Nos primeiros dias, já eram claras as diferenças de opinião. Escrevendo aos 11 dias do início do Plano, Miriam Leitão anotou: "As observações foram variadas, os alertas um pouco contraditórios e o otimismo, generalizado. Mas, boa mesmo, foi a frase de Luiz Paulo Rosemberg: 'Foram os melhores primeiros dias de um plano econômico'. Como jornalista tenho que subscrever essa definição".

### Aspectos institucionais e "fundamentos"
Mário Henrique Simonsen afirmou que os planos heterodoxos eram como anestesias sem cirurgias, pois congelavam preços sem tratar dos desequilíbrios fundamentais que causavam a inflação. Conforme prescrito pelo PAI, o Plano Real procurou atacar os "fundamentos" da inflação, em primeiro lugar através da governança da moeda.
A Medida Provisória 541, de 30 de junho de 1994, introduziu uma alteração institucional importante na governança da moeda ao limitar a composição do Conselho Monetário Nacional a apenas três membros - o ministro da Fazenda, o ministro do Planejamento e o presidente do Banco Central do Brasil -, dos 21 membros que possuía até esta data. Também foi aí criada a COMOC - Comissão Técnica da Moeda e do Crédito, com o intuito de propor a regulamentação das matérias a serem submetidas ao CMN e mais adiante, completando o desenho de uma nova organização institucional da governança da moeda, seria criado o COPOM – Comitê de Política Monetária – por meio da Circular 2 698, de 20 de junho de 1996, formado pela diretoria do Banco Central do Brasil.
A consolidação da estabilização passava pelo saneamento do Banco do Brasil, que deixara de ter assento no Conselho Monetário Nacional, e experimentava sérios problemas patrimoniais e operacionais decorrentes do fim da inflação: em março de 1996, com o anúncio de um prejuízo de R$4,2 bilhões para 1995, consumindo mais da metade de seu patrimônio, o governo editou a Medida Provisória 1 367 de 14 de março de 1996, pela qual o Poder Executivo ficava autorizado a subscrever um aumento de capital no Banco do Brasil no valor de R$ 8 bilhões para fazer frente ao prejuízo esperado para 1996, que alcançou R$ 7,526 bilhões.
O saneamento dos bancos estaduais foi possível depois de várias rodadas de renegociações de dívidas estaduais com a União, começando com a lei 8.727, de 5 de novembro de 1993 tratando de dívidas contratuais, depois pelos refinanciamentos de dívida mobiliária no contexto de programas de ajuste, ao amparo do Voto CMN 162/1995, e tendo prosseguimento com a Medida Provisória 1.514 de 7 de agosto de 1996, que estabelecia “mecanismos objetivando incentivar a redução da presença do setor público estadual na atividade financeira bancária”, conhecida como PROES, e logo a seguir com o Programa de Apoio à Reestruturação Fiscal e Financeira dos Estados definido na Medida Provisória 1 560, de 19 de dezembro de 1996, posteriormente convertida na lei 9 496, em 11 de setembro de 1997.
Na sua totalidade, os mecanismos criados pelo PROES permitiram mais de duas dezenas de liquidações e de processos de saneamento em instituições financeiras estaduais, além de 13 privatizações arrecadando cerca de R$ 12,4 bilhões, cinco das quais (Banerj, Credireal, Bemge, Meridional e Bandepe) entre 1997 e 1998.
Em paralelo, a principal medida de equilíbrio fiscal, anterior ao Plano Real, foi o chamado “Fundo Social de Emergência” (Emenda Constitucional de Revisão n. 1, de 1 de março de 1993) que era, na verdade, uma coleção de dispositivos de “desvinculação” de receitas orçamentárias com vistas a elevar a eficiência do controle de caixa feito pelo Tesouro Nacional. O mecanismo foi renovado várias vezes, a mais recente com vigência até 2023. A despeito da medida, a obtenção de superávits primários de tamanho relevante apenas ocorreu a partir de meados de 1998, como parte dos requisitos do acordo com o FMI feito nesse momento. Com resultados fiscais positivos e o apoio do FMI se tornou possível substituir a "âncora cambial" pelo chamado “tripé” - superávit primário, câmbio flutuante e metas de inflação, como se observou no início de 1999.
Franco deixou o comando do Banco Central no início de 1999, quando Francisco Lopes assumiu interinamente a presidência da instituição, e Fernando Henrique Cardoso iniciava o seu segundo mandato presidencial.

### Sobre o Plano Real e sua condução
A partir de sua experiência de governo publicou três livros: O Plano Real e Outros Ensaios, Editora Francisco Alves, Rio de Janeiro, publicado em 1995; o segundo, O Desafio Brasileiro: ensaios sobre desenvolvimento, globalização e moeda, São Paulo: Editora 34, foi publicado no final de 1999, e escrito durante sua "quarentena" ao deixar a presidência do Banco Central, e o terceiro, A Moeda e a Lei: uma história monetária brasileira 1933-2013. Editora Jorge Zahar, Rio de Janeiro, publicado em 2017. Franco publicou um texto técnico, em inglês, sobre o Plano Real e sobre a política cambial em especial, intitulado "The Real Plan and the exchange rate" na série Essays in international Finance n. 217, abril de 2000, publicada pelo Departamento de Economia da Universidade de Princeton.
Sobre o Plano Real, e em particular sobre os personagens da chamada equipe econômica são essenciais os livros escritos por jornalistas como o de Maria Clara R.M. do Prado. A real história do real. Rio de Janeiro, Record, de 2005, o de Miriam Leitão. Saga brasileira: a longa luta de um povo por sua moeda. Rio de Janeiro, Record, de 2011; e o de Guilherme Fiúza. 3000 dias no bunker: um plano na cabeça e um país na mão. Rio de Janeiro, Record, de 2006, posteriormente transformado em filme, conforme abaixo.
Também são úteis os relatos de Fernando Henrique Cardoso no seu A arte da política: a história que vivi, Rio de Janeiro, Editora Civilização Brasileira, 2006 e em seus Diários da Presidência Volume 1, 1995-1996, de 2015, e volume 2, 1997-1998 de 2016, ambos pela Companhia das Letras. Edmar Bacha escreveu sobre sua experiência com o Plano Real em "O Plano Real: uma avaliação", capítulo 7 de Belíndia 2.0: fábulas e ensaios sobre o país dos contrastes, pela Editora Cvilização Brasileira, Rio de Janeiro, 2012. Pérsio Arida publicou "observações sobre o Plano Real" na revista Economia Aplicada, publicada pelo Departamento de Economia da FEA-USP, volume 3, número especial, março de 1999.
Para uma perspectiva crítica ver Luiz Antonio Mattos Filgueiras, História do Plano Real, São Paulo, Editora Boitempo, de 2000 e Aloizio Mercadante (org.) O Brasil pós-Real: a política econômica em debate. Campinas, Instituto de Economia, UNICAMP, 1998.

### Filme "Real: o plano por trás da história"
Em 25 de maio de 2017 estreou o filme Real - O Plano Por Trás da História, do diretor Rodrigo Bittencourt, baseado no livro “3 000 dias no bunker" de Guilherme Fiuza. O filme tem como protagonista o economista Gustavo Franco, então integrante da equipe econômica responsável pelo Plano Real, cujo objetivo era a estabilização da economia brasileira e implantação de reformas econômicas, sendo interpretado pelo ator Emílio Orciollo Neto. O elenco do longa também conta com os atores Bemvindo Sequeira (como Itamar Franco), Norival Rizzo (como Fernando Henrique Cardoso), Tato Gabus Mendes (como Pedro Malan) e a atriz Paolla Oliveira, entre outros.
O filme tem repercutido na mídia, com avaliações divididas, entre criticas positivas e negativas. Por exemplo, o G1 aponta que o filme "supera o economês e maniqueísmo, mas ainda tem clichês (...) e escapa de armadilhas sem se tornar memorável". Por outro lado, o colunista Chico Barney chegou a comparar que o filme tentou vender uma imagem de que Franco era um "Capitão Nascimento economista". O site especializado em cultura e arte Pocilgae o colunista do O Globo André Miranda pontuaram o filme como superficial, por incluir no roteiro alfinetadas constantes à classe política e bordões semelhantes aos usados em filmes de ação e ficção.
O próprio Franco, no entanto, disse "não ter se reconhecido no personagem" e que o filme deve ser visto como "uma fábula".

## Rio Bravo Investimentos
Após ano sabático de volta à PUC-Rio, como professor em tempo integral do Departamento de Economia (1999), fundou a Rio Bravo Investimentos (2000), uma empresa de serviços financeiros, gestão de investimentos e securitizações, sediada em São Paulo. Em agosto de 2001 a Rio Bravo adquiriu a Mercúrio DTVM, redenominada Rio Bravo Investimentos DTVM, e passou a atuar na administração de fundos de investimentos imobiliários e na distribuição institucional de títulos e valores imobiliários.
A Rio Bravo organizou seu primeiro fundo de private equity em 2005, denominado Rio Bravo Nordeste I FMIEE (focado em pequenas e médias empresas na região Nordeste),e depois, em 2007, captou o Rio Bravo Nordeste II, o maior de seu tipo no país na ocasião. Em Fevereiro de 2006 a Rio Bravo adquiriu a MVP Mercatto Venture Partners Ltda., renomeada como Rio Bravo Venture Partners Ltda., uma administradora de fundos de venture capital baseada no Rio de Janeiro. Em seguida, em outubro de 2010, a Rio Bravo levantou seu primeiro fundo de private equity dedicado a investimentos em energia renovável.
Em 2005 a Rio Bravo iniciou a Rio Bravo Project Finance Ltda com a missão de auxiliar clientes em projetos de infraestrutura e também o Rio Bravo Fundamental FIA, um fundo de ações listadas com política de investimento baseada nos conceitos de valor e ativismo.
Em maio de 2008 a Rio Bravo faz o spinoff da sua operação de crédito estruturado imobiliário em uma nova empresa de nome RB Capital com estrutura acionária própria e sem conexão com a Rio Bravo Investimentos. Em 2016, a RB Capital teve seu controle alienado para a Orix Corporation, do Japão. Em agosto de 2016 o controle acionário da Rio Bravo Investimentos foi adquirido pela Fosun International, um grupo privado chines.
Franco tem participado de conselhos de administração e consultivos de várias empresas. Atualmente, participa apenas dos conselhos de administração do Banco Daycoval e da Seguradora Pottencial, e tem atuado regularmente em eventos corporativos como palestrante. Foi membro do Conselho de Governança do Instituto Millenium desde 2008 e seu presidente entre 2012 e 2019. Franco ajudou na constituição da Fundação do partido NOVO.

## Economia e literatura
Franco organizou diversos livros sobre intersecções entre economia e literatura, ou a propósito de ângulos inusitados da disciplina, todos reunidos em uma coleção iniciada em 2005. Entre estes estava uma nova edição dos escritos de Fernando Pessoa tratando de economia e tópicos de administração de empresas, dispostos como verbetes da atualidade econômica, como privatização, globalização, marketing, branding, governança corporativa, e também reproduzia uma “entrevista” com o poeta, “concebida” em 1972, pelo jornalista João Alves das Neves, o primeiro a publicar esses textos no Brasil.
O livro teve resenhas de Luciana Rodrigues e Merval Pereira para O Globo, de Fernando Dantas para O Estado de São Paulo, de Leonardo Attuch para a revista IstoÉ Dinheiro, Leandro Loiola para a revista Época, Oscar Pilagallo e Vinicius Mota para a Folha de S.Paulo e também de  Roberto Cavalcanti de Albuquerque.
Na mesma coleção, Franco organizou e prefaciou um volume de crônicas selecionadas de Machado de Assis tratando de temas econômicos e/ou de comentários sobre eventos importantes da histórica econômica do país. A coletânea de Machado de Assis teve resenhas e críticas de Jerônimo Teixeira para a Veja, Olga de Barros para o Valor Econômico, Rodrigo Almeida para o Jornal do Brasil, Rafael Cariello e Sylvia Colombo para a Folha de S.Paulo e Deonísio Silva para o Observatório da Imprensa.
Em resposta, Franco escreveu dois artigos para Folha de S.Paulo, Machado comunista (6 de setembro de 2008) e Maldades contra Machado (4 de outubro de 2008) e um artigo para a Revista da Academia Braileira de Letras intitulado “A economia em Machado de Assis” (volume 60, 2009)
No volume Shakespeare e a economia (com Henry Farnam), (Rio de Janeiro, Zahar, 2009, ISBN 978-8537801758), a relação entre William Shakespeare e os assuntos da economia é estudada pelo ângulo historicista por Franco em "A economia de Shakespeare: o retrato do capitalismo quando jovem", enquanto Henry W. Farnam, em um texto originalmente escrito em 1930 - "A economia em Shakespeare" -, trata de referências à economia no texto shakespeariano. O livro teve resenhas e críticas de Jerônimo Teixeira para a Veja (9 de dezembro de 2009), Olga de Mello para o Valor Econômico.
Franco escreveu sobre Shakespeare em conexão com assuntos brasileiros em três outras ocasiões: “Shakespeare e a política no Brasil”, de 2010, buscando de analogias entre políticos brasileiros e personagens shakespearianos; em “Macbeth teria perdido o sono” que trata do fenômeno da corrupção em Shakespeare, de 2013, e em “O impeachment: Ricardo II e Dilma Rousseff”, de 2016.
Franco organizou a edição brasileira do livro Dinheiro e magia Uma crítica da economia moderna à luz do Fausto de Goethe, de Hans Christoph Binswanger, para a qual escreveu uma apresentação (“Uma introdução à economia do Fausto de Goethe”) e um posfácio (“Fausto e a tragédia do desenvolvimento brasileiro”). O livro teve uma resenha de Olga de Mello para o Valor Econômico, que motivou um comentário de Franco, intitulado O diabo do inflacionismo para O Estado de São Paulo.
Também para a Coleção Rio Bravo, Franco escreveu uma apresentação para a edição brasileira de Arte & Dinheiro, de Katy Siegel e Paul Mattick e um prefácio para uma reedição brasileira de "O Mágico de Oz", intitulada "Baseada em fatos reais: 'O mágico de Oz' como alegoria política" tratando das correspondências entre personagens do livro de L. Frank Baum e os debates e econômicos e políticos em torno das eleições americanas de 1896 e 1900 e da candidatura de William Jennings Bryant pelo Partido Populista. O livro mereceu uma resenha de Olga de Mello para o Valor Econômico. Também na mesma coleção Franco e Fabio Giambiagi organizaram uma coletânea de aforismos intitulada Antologia da maldade: um dicionário de citações, associações ilícitas e ligações perigosas, (Rio de Janeiro, Editora Zahar, ISBN 978-85-378-1508-3) em 2016. O livro teve uma resenha de Hélio Gurovitz para a revista Época.

## Prêmios
Vencedor do 7º Prêmio BNDES para teses de mestrado em economia em 1982]com o trabalho "Reforma Monetária e Instabilidade Durante a Transição Republicana", sua tese de mestrado.
Vencedor do Prêmio Haralambros Simionides 1987 para livros e teses de doutorado, promovido pela ANPEC (Associação Nacional de Centros de Pós-Graduação em Economia) com o trabalho Aspects of the Economics of Hyperinflations: Theoretical Issues and Historical Studies of Four European Hyperinflations of the 1920s (tese de doutoramento submetida à Universidade de Harvard, 1986).
Economista do Ano 1997, prêmio concedido pela Ordem dos Economistas do Brasil.
“Central Banker of the year, 1998”, prêmio concedido pela revista Euromoney, Setembro de 1998: “Gustavo Franco’s bold use of power: Brazil long needed a heavyweight in the central bank chair and now it’s got one. Gustavo Franco earned his spurs in last October’s Asia meltdown. His policy regime, especially the use of capital controls, is being studied around the world” Brian Caplen (pp. 126–127).
As "Leis secretas da economia" foi o 2o. colocado no Prêmio Jabuti, 2013, categoria Economia, administração e negócios (prêmio concedido pelo Câmara Brasileira do Livro) e também 2o. colocado no Prêmio Brasil de Economia 2013, prêmio concedido pelo Conselho Federal de Economia.
Prêmio Libertas, 2014, prêmio concedido pelo Instituto de Estudos Empresariais, no âmbito do 27°Fórum da Liberdade. É conferido aos empreendedores que se destacam no trabalho pela valorização dos princípios de economia de mercado e de respeito ao Estado de Direito democrático.

## Obras (livros)
- A Moeda e a Lei: Uma História Monetária Brasileira, 1933-2013 (2017)
- Antologia da Maldade (com Fabio Giambiagi) (2014)
- As Leis Secretas da Economia: Revisitando Roberto Campos e as Leis do Kafka (2012)
- Cartas a um Jovem Economista: Conselhos para seus Planos Econômicos (2010)
- Shakespeare e a Economia (2009) (com Henry Farnam)
- O Olhar Oblíquo do Acionista: A Economia em Machado de Assis (org.) (2007)
- A Economia em Pessoa: Verbetes Contemporâneos (org.) (2006)
- Crônicas da Convergência: Ensaios sobre Temas já não tão Polêmicos (2006)
- O Papel e a Baixa do Câmbio: Um Discurso Histórico de Rui Barbosa (org.) (2005)
- O Desafio Brasileiro: Ensaios sobre Desenvolvimento, Globalização e Moeda (1999)
- O Plano Real e outros Ensaios (1995)
- A Década Republicana: o Brasil e a Economia Internacional - 1888/1900 (1991)
- Foreign Direct Investment in Brazil: Its Impact on Industrial Restructuring (1991)
- Aspects of the Economics of Hyperinflations: Theoretical Issues and Historical Studies of Four European Hyperinflations of the 1920s (1986)
- Reforma Monetária e Instabilidade Durante a Transição Republicana (1983)